# Tobias Heimkreitner

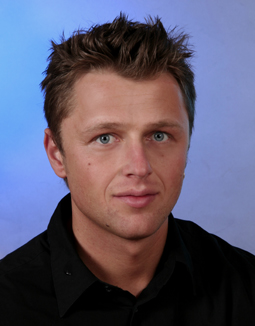
Tobias Heimkreitner

Tobias Heimkreitner (* 21. Dezember 1979 in Bad Tölz) ist ein ehemaliger deutscher Mountainbikefahrer.

## Werdegang
Erstmals konnte Heimkreitner mit dem achten Platz bei der MTB-Marathon Europameisterschaft 2002 in Bad Goisern auf sich aufmerksam machen. Im Jahre 2003 gewann er die Xenofit-Master-Gesamtserie sowie den Marathon in Willingen. Zudem belegte er mit seinem Teampartner Andreas Strobel vom Team Rotwild den dritten Platz bei der Transalp Challenge. Nach zwei Jahren ohne bedeutende Erfolge, konnte er sich 2006 den Gesamtsieg bei der TREK Mountainbike Challenge sichern.
Nach dem Ende seiner Karriere ist er unter anderem als Leiter für Freizeitsportevents tätig.